# Hydrolagus
Hydrolagus – rodzaj ryb zrosłogłowych z rodziny chimerowatych (Chimaeridae).

## Rozmieszczenie geograficzne
Do rodzaju należą gatunki występujące w wodach Oceanu Atlantyckiego, Oceanu Spokojnego i południowo-zachodniego Oceanu Indyjskiego.

## Morfologia
Długość ciała do 144,2 cm; masa ciała (największa opublikowana) 8,8 kg.

## Systematyka
Rodzaj zdefiniował w 1862 roku amerykański ichtiolog i teriolog Theodore Nicholas Gill w artykule poświęconym niektórym rodzajom ryb zachodniej części Ameryki Północnej opublikowanym w czasopiśmie Proceedings of the Academy of Natural Sciences of Philadelphia. Gatunkiem typowym jest (oznaczenie monotypowe) chimera amerykańska (H. colliei).

### Etymologia
- Hydrolagus: gr. ὑδρο- hudro- ‘wodny-’, od ὑδωρ hudōr, ὑδατος hudatos ‘woda’; λαγoς lagos ‘zając’[6].
- Bathyalopex: gr. βαθυς bathus ‘głęboko’[7]; αλωπηξ alōpēx, αλωπεκος alōpekos ‘lis’[8]. Gatunek typowy (oznaczenie monotypowe): Chimaera (Bathyalopex) mirabilis Collett, 1904.
- Phasmichthys: gr. φασμα phasma, φασματος phasmatos ‘zjawa, fantom’, od φαινω phainō ‘pojawić się’[9]; ιχθυς ikhthus ‘ryba’[10]. Gatunek typowy (oryginalne oznaczenie (również monotypowe)): Chimaera mitsukurii Dean, 1904.

### Podział systematyczny
Do rodzaju należą następujące gatunki:

- Hydrolagus affinis (de Brito Capello, 1868)
- Hydrolagus africanus (Gilchrist, 1922)
- Hydrolagus alberti Bigelow & Schroeder, 1951
- Hydrolagus alphus Quaranta, Didier, Long & Ebert, 2006
- Hydrolagus barbouri (Garman, 1908)
- Hydrolagus bemisi Didier, 2002
- Hydrolagus colliei (Lay & Bennett, 1839) – chimera amerykańska[11]
- Hydrolagus deani (Smith & Radcliffe, 1912)
- Hydrolagus eidolon (Jordan & Hubbs, 1925)
- Hydrolagus erithacus Walovich, Ebert & Kemper, 2017
- Hydrolagus homonycteris Didier, 2008
- Hydrolagus lusitanicus Moura, Figueiredo, Bordalo-Machado, Almeida & Gordo, 2005
- Hydrolagus macrophthalmus de Buen, 1959
- Hydrolagus marmoratus Didier, 2008
- Hydrolagus matallanasi Soto & Vooren, 2004
- Hydrolagus mccoskeri Barnett, Didier, Long & Ebert, 2006
- Hydrolagus melanophasma James, Ebert, Long & Didier, 2009
- Hydrolagus mirabilis (Collett, 1904)
- Hydrolagus mitsukurii (Jordan & Snyder, 1904)
- Hydrolagus novaezealandiae (Fowler, 1911)
- Hydrolagus pallidus Hardy & Stehmann, 1990
- Hydrolagus purpurescens (Gilbert, 1905)
- Hydrolagus trolli Didier & Séret, 2002